# テマ・ケルソーノス
テマ・ケルソーノス (ギリシア語: θέμα Χερσῶνος, thema Chersōnos)は、東ローマ帝国がクリミア半島南部に設置したテマ（行政区画）。もともと、また公式にはクリマタ (ギリシア語: τὰ Κλίματα)と呼ばれ、ケルソネソスを首府としていた。
830年代前半に正式に設置され、黒海貿易の重要な中心地となった。ケルソネソスは980年代に一度破壊されたものの、テマ・ケルソーノスは復活を果たし、1204年に東ローマ帝国が滅亡してトレビゾンド帝国領となるに至るまで繁栄をつづけた。

## 歴史

### 成立
クリミア半島南部はローマ帝国領の一部で東ローマ帝国にも受け継がれたが、8世紀前半に一度ハザールの手に渡った。これを東ローマ帝国の手に奪回したのがテオフィロス (在位: 829年–842年)である。彼は黒海北岸の領域、特にハザールとの関係に大きな関心を示していた。ケルソネソスにテマが置かれた時期について、歴史学上では833/4年ごろとするのが定説だったが、近年では839年にハザールの新都サルケルへ東ローマ帝国の使節が赴いたのに着目して、サルケル建設に携わったペトロナス・カマテロスがテマ・ケルソーノスの初代総督（ストラテゴス）として840/1年に赴任したという説が出てきている。当初この行政区分は単にクリマタ(Klimata、「地域」の意」)と呼ばれていたが、860年代ごろからは公式文書でも重要な都市であるケルソネソスの名をとって「テマ・ケルソーノス」という名前が現れるようになった。

### 交易中心地としての役割と繁栄
東ローマ帝国とハザールの間で、テマ・ケルソーノスは重要な役割を担い、ハザール・カガン国の崩壊後もペチェネグ族やルーシ族への窓口となった。軍事的には地元民の民兵を集めた程度で大きな力を持っていなかったものの、むしろ外交拠点として存在感を発揮していた。弱みを補うため、東ローマ帝国はルーシ族との間に、945年と971年に条約を結んでいる。特に後者には、ヴォルガ・ブルガールに共同で対抗する意図も含まれていた。
9世紀から10世紀にかけて、ケルソネソスは黒海貿易の中心地として大いに繁栄していた。しかし988/9年、この街はキエフ大公ウラジーミル1世に破壊された。それでもケルソネソスは瞬く間に復興していった。11世紀前半にはすでに街の防備が再建され、海岸沿いにさらなる延長が行われていた。同時期、おそらく1016年に東ローマ帝国とキエフ大公国がハザールのゲオルギオス・ツレスを共同で破って以降、テマ・ケルソーノスは東クリミアにも拡張された。それは1059年にレオ・アリアテスという人物が「ケルソネソスとスグダイアのストラテゴス」と呼ばれていることからもわかる。しかしこの拡張した領域は、11世紀後半にクマン人に奪われた。12世紀のケルソネソスについてはほとんど何も記録が残っておらず、比較的穏やかな時代だったと推測される。1204年に東ローマ帝国が第4回十字軍に滅ぼされた際、ケルソネソスとテマ・ケルソーノスの支配権はトレビゾンド帝国に移り、後に東ローマ帝国が復活した後もその手に戻ることは無かった。

## 行政

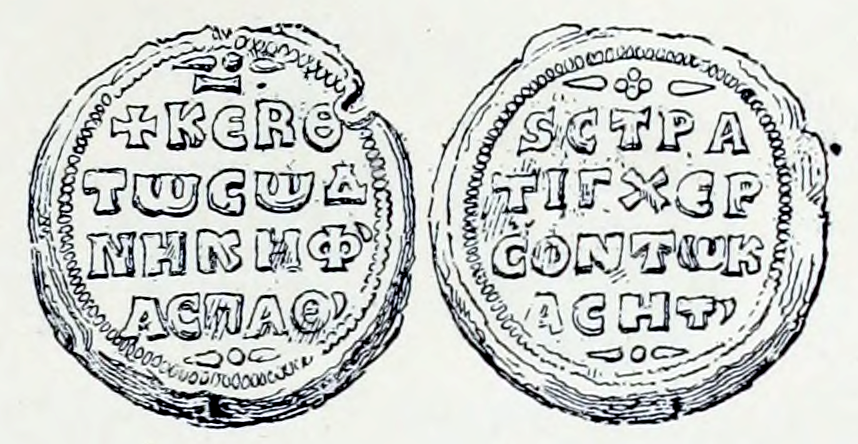
テマ・ケルソーノスのプロトパタリオス兼ストラテゴスだったニケフォロス・カッシテラスの印章

テマ・ケルソーノスの行政組織はテマとしては典型的なもので、役職のポストは一通りそろっており、11世紀半ばにはゴティアのトゥルマルケス（ストラテゴスに次ぐ将軍職）という役職名や、各地のテマに偏在していたコンメルキアリオス（交易税の徴税官）の存在が確認できる。ただケルソネソスをはじめ、テマの管轄下の都市は、地元の有力者たち（アルコンテス)が第一人者（プロテオン）のもとで自治を行っていた。またケルソネソスはミカエル3世 (在位: 842年–867年)のもとで独自の貨幣を鋳造する権利も獲得し、長きにわたってコンスタンティノープル以外で唯一の貨幣鋳造地であり続けた。その自治権の大きさは、帝国政府が都市の指導者たちに同盟君主に対する体で毎年補助金（パクタ）を支払っていたことからもわかる。コンスタンティノス7世ポルフュロゲネトス (在位: 913年–959年)の『帝国統治論』によれば、彼がパクタの支払いを他の都市へ移そうとした際、テマのストラテゴスが、都市が反乱を起こすのではと心配していた、と記録している。11世紀後半には、カテパノがテマの統治をおこなうようになった。